# Opere di Jusepe de Ribera
Segue un elenco esaustivo ma comunque incompleto (causa il cospicuo numero di opere eseguite dal pittore, alcune delle quali in collezioni private o ancora nel mercato d'arte, nonché le svariate copie e repliche di medesimi soggetti che lo stesso, o la sua bottega, ha eseguito nel corso della sua vita) delle opere del pittore spagnolo Jusepe de Ribera (1591-1652).

## La serie deiSensi
| Immagine | Titolo                                                                     | Anno                  | Tecnica      | Dimensioni      | Collocazione                | Città e nazione   |
| -------- | -------------------------------------------------------------------------- | --------------------- | ------------ | --------------- | --------------------------- | ----------------- |
|          | Un bevitore (Il Gusto?)                                                    | tra il 1612 e il 1616 | Olio su tela | 98,5 × 72,7 cm  | Ubicazione ignota           | ?                 |
|          | Il Gusto                                                                   | 1615-1616             | Olio su tela | 113,5 × 87,5 cm | Wadsworth Atheneum          | Hartford          |
|          | La Vista                                                                   | 1615-1616             | Olio su tela | 114 × 89 cm     | Museo Franz Mayer           | Città del Messico |
|          | Il Tatto                                                                   | 1615-1616             | Olio su tela | 116 × 88,3 cm   | The Norton Simon Foundation | Pasadena          |
|          | L'Olfatto                                                                  | 1615-1616             | Olio su tela | 115 × 88 cm     | Collezione privata          | Madrid            |
|          | Un uomo con fiasco di vino e tamburello (Allegoria del Gusto e dell'Udito) | 1631                  | Olio su tela | 52 × 75 cm      | Museo Gosta Serlachius      | Mänttä            |
|          | Il Tatto (il cieco di Gambiassi)                                           | 1632                  | Olio su tela | 125 × 98 cm     | Museo del Prado             | Madrid            |
|          | L'ubriaco (Il Gusto)                                                       | 1637                  | Olio su tela | 59 × 46 cm      | Collezione privata          | Madrid            |
|          | La ragazza col tamburello (L'Udito)                                        | 1637                  | Olio su tela | 59 × 45 cm      | Laing Art Gallery           | Newcastle         |

## Temi mitologici
| Immagine | Titolo                    | Anno       | Tecnica                      | Dimensioni       | Collocazione                                        | Città e nazione |
| -------- | ------------------------- | ---------- | ---------------------------- | ---------------- | --------------------------------------------------- | --------------- |
|          | Democrito                 | 1615-1616  | Olio su tela                 | 102 × 76 cm      | Collezione privata                                  | ?               |
|          | Sansone e Dalila          | 1620-26    | Sanguigna e grafite su carta | 282 x 404        | Museo di belle arti                                 | Cordova         |
|          | Sileno ebbro              | 1626       | Olio su tela                 | 185 × 229 cm     | Museo di Capodimonte                                | Napoli          |
|          | Democrito                 | 1630       | Olio su tela                 | 125 × 81 cm      | Museo del Prado                                     | Madrid          |
|          | Issone                    | 1632       | Olio su tela                 | 301 × 220 cm     | Museo del Prado                                     | Madrid          |
|          | Tizio                     | 1632       | Olio su tela                 | 227 × 301 cm     | Museo del Prado                                     | Madrid          |
|          | Prometeo                  | 1632       | Olio su tela                 | 194 × 155 cm     | Collezione Barbara Piasecka Johnson                 | Monaco          |
|          | Democrito                 | 1635       | Olio su tela                 | 121 × 95 cm      | Palazzo Durazzo Pallavicini                         | Genova          |
|          | Bacco-Dionisio            | 1635 circa | Olio su tela                 | 55 × 46 cm       | Museo del Prado                                     | Madrid          |
|          | Sileno                    | 1635 circa | Olio su tela                 | 55 × 40 cm       | Collezione Laserna                                  | Bogotà          |
|          | Testa femminile (Sibilla) | 1635 circa | Olio su tela                 | 67 × 59 cm       | Museo del Prado                                     | Madrid          |
|          | Democrito                 | 1635       | Olio su tela                 | 154,8 × 119,4 cm | Wilton House                                        | Salisbury       |
|          | Apollo e Marsia           | 1637       | Olio su tela                 | 182 × 232 cm     | Museo di Capodimonte                                | Napoli          |
|          | Apollo e Marsia           | 1637       | Olio su tela                 | 202 × 256 cm     | Musées Royaux des Beaux-Arts                        | Bruxelles       |
|          | Venere e Adone            | 1637       | Olio su tela                 | 179 × 262 cm     | Galleria nazionale d'arte antica di palazzo Corsini | Roma            |

## Temi religiosi
| Immagine | Titolo                                                                             | Anno                         | Tecnica        | Dimensioni         | Collocazione                                                                                              | Città e nazione            | Note |
| -------- | ---------------------------------------------------------------------------------- | ---------------------------- | -------------- | ------------------ | --- | -------------------------- | --- |
|          | Giudizio di Salomone                                                               | 1609-1610 circa              | Olio su tela   | 153,5 × 201,5 cm   | Galleria Borghese                                                                                         | Roma                       | Attribuito in passato al Maestro del Giudizio di Salomone, che parte della critica identifica proprio con il giovane Ribera degli anni romani, mentre un'altra parte condivide solo parzialmente questa teoria. Gli storici sono pressoché concordi nel ritenere che la tela sia di mano del pittore spagnolo.                                                                                                 |
|          | Martirio di san Lorenzo                                                            | 1610-1613 o 1618-1623        | Olio su tela   | 120 × 134 cm       | Nelson Atkins Museum                                                                                      | Kansas City                | Rimane aperto il dibattito circa l'attribuzione del dipinto, se al Ribera o alla sua bottega. |
|          | Deposizione                                                                        | tra il 1612 e il 1613        | Olio su tavola | 53 ×74 cm          | Museo di Capodimonte (depositi)                                                                           | Napoli                     | Inventariato nel 1680 nella Collezione Farnese di Parma come opera di Ribera, nel Novecento è stata confermata l'attribuzione al pittore spagnolo quale studio da un modello del Correggio o del Parmigianino. |
|          | San Girolamo nello studio                                                          | tra il 1612 e il 1613        | Olio su tela   | 123 × 100 cm       | Collezione privata                                                                                        | Toronto                    | |
|          | San Girolamo nello studio                                                          | tra il 1612 e il 1613        | Olio su tela   | 100 × 150 cm       | Collezione privata                                                                                        | ?                          | |
|          | San Francesco orante                                                               | tra il 1612 e il 1613        | Olio su tela   | 137 × 96,5 cm      | Neues Palais von Sanssouci                                                                                | Potsdam                    | |
|          | San Pietro penitente                                                               | 1612-1613 ca.                | Olio su tela   | 161,9 × 114,3 cm   | The Metropolitan Museum of Art                                                                            | New York                   | |
|          | Gesù tra i dottori                                                                 | 1613 ca.                     | Olio su tela   | 188 × 267 cm       | Chiesa di Saint Martin                                                                                    | Langres                    | |
|          | San Pietro e san Paolo                                                             | 1611-1616                    | Olio su tela   | 122 × 96 cm        | The Metropolitan Museum of Art                                                                            | New York                   | |
|          | Sant'Agostino                                                                      | 1611-1616                    | Olio su tela   | 127 × 102,5 cm     | Galleria regionale della Sicilia di palazzo Abatellis                                                     | Palermo                    | |
|          | San Gregorio Magno                                                                 | 1611-1616                    | Olio su tela   | 102 × 73 cm        | Galleria nazionale d'arte antica di palazzo Barberini                                                     | Roma                       | |
|          | Sant'Antonio Abate                                                                 | 1615-1616                    | Olio su tela   | 132,2 × 92,7 cm    | El Conventet                                                                                              | Barcellona                 | |
|          | Santo Stefano                                                                      | 1611-1616                    | Olio su tela   | ?                  | National Museum of Fine Art                                                                               | La Valletta                | |
|          | San Giacomo                                                                        | 1611-1616                    | Olio su tela   | 110 × 77,5 cm      | Collezione privata                                                                                        | Roma                       | |
|          | San Giacomo                                                                        | 1614-1616                    | Olio su tela   | 132 × 99 cm        | Collezione Bohler (fino al 1961) Ubicazione ignota                                                        | Monaco di Baviera          | |
|          | San Giovanni Evangelista                                                           | 1616-1619                    | Olio su tela   | ?                  | Ubicazione ignota                                                                                         | Londra                     | |
|          | San Pietro                                                                         | 1614-1616                    | Olio su tela   | 62 × 50 cm         | University Art Museum                                                                                     | Bloomington                | |
|          | San Pietro penitente                                                               | 1614-1616                    | Olio su tela   | 90 × 71 cm         | Collezione privata                                                                                        | Milano                     | |
|          | San Pietro                                                                         | 1614-1616                    | Olio su tela   | 64,5 × 48,5 cm     | Collezione privata                                                                                        | Barcellona                 | |
|          | San Pietro                                                                         | 1614-1616                    | Olio su tela   | 78 × 65 cm         | Quadreria dei Girolamini                                                                                  | Napoli                     | |
|          | San Giacomo Maggiore                                                               | 1614-1616                    | Olio su tela   | 78 × 65 cm         | Quadreria dei Girolamini                                                                                  | Napoli                     | |
|          | San Paolo                                                                          | 1614-1616                    | Olio su tela   | 78 × 65 cm         | Quadreria dei Girolamini                                                                                  | Napoli                     | |
|          | San Paolo                                                                          | 1614-1616                    | Olio su tela   | 65 × 49 cm         | Collezione privata                                                                                        | Napoli                     | |
|          | San Bartolomeo                                                                     | 1614-1616                    | Olio su tela   | 87 × 68 cm         | Collezione privata                                                                                        | Lecce                      | |
|          | San Filippo                                                                        | 1614-1616                    | Olio su tela   | 65 × 50 cm         | Galleria Giovanni Sarti                                                                                   | Parigi                     | |
|          | San Giuda Taddeo                                                                   | 1614-1616                    | Olio su tela   | 65 × 50 cm         | Collezione privata                                                                                        | Spagna                     | |
|          | Gesù tra i dottori                                                                 | 1614-1616                    | Olio su tela   | 113,8 × 174 cm     | Ubicazione ignota                                                                                         | Londra                     | |
|          | San Pietro                                                                         | 1615-1623                    | Olio su tela   | 129,5 × 98 cm      | Pinacoteca Nazionale                                                                                      | Cosenza                    | |
|          | San Paolo                                                                          | 1615-1623                    | Olio su tela   | 129,5 × 98 cm      | Pinacoteca Nazionale                                                                                      | Cosenza                    | |
|          | San Filippo                                                                        | ante 1624                    | Olio su tela   | 126 × 97 cm        | Fondazione Roberto Longhi                                                                                 | Firenze                    | |
|          | San Bartolomeo                                                                     | ante 1624                    | Olio su tela   | 126 × 97 cm        | Fondazione Roberto Longhi                                                                                 | Firenze                    | |
|          | San Mattia                                                                         | ante 1624                    | Olio su tela   | 126 × 97 cm        | Fondazione Roberto Longhi                                                                                 | Firenze                    | |
|          | San Paolo                                                                          | ante 1624                    | Olio su tela   | 126 × 97 cm        | Fondazione Roberto Longhi                                                                                 | Firenze                    | |
|          | San Tommaso                                                                        | ante 1624                    | Olio su tela   | 126 × 97 cm        | Fondazione Roberto Longhi                                                                                 | Firenze                    | |
|          | San Girolamo scrivente                                                             | 1615 circa                   | Olio su tela   | 131,5 × 98 cm      | Museo del Prado                                                                                           | Madrid                     | |
|          | Santi Pietro e Paolo                                                               | 1615-1616                    | Olio su tela   | 126 × 112 cm       | Musée des Beaux-Arts                                                                                      | Strasburgo                 | |
|          | San Girolamo che scrive                                                            | 1615-1616                    | Olio su tela   | 125 × 101 cm       | Collezione privata                                                                                        | Barcellona                 | |
|          | San Girolamo che scrive                                                            | 1615-1616                    | Olio su tela   | 125 × 98 cm        | Szépmuvészeti Muzeum                                                                                      | Budapest                   | |
|          | San Girolamo e la tromba del Giudizio                                              | 1615-1616                    | Olio su tela   | 126 × 108 cm       | Collezione privata                                                                                        | Barcellona                 | |
|          | San Mattia                                                                         | 1615-1616                    | Olio su tela   | 63 × 45,5 cm       | Ubicazione ignota                                                                                         | ?                          | |
|          | Negazione di san Pietro                                                            | 1615-1616                    | Olio su tela   | 163 × 233 cm       | Galleria nazionale d'arte antica di palazzo Corsini                                                       | Roma                       | |
|          | Cristo deriso                                                                      | 1615-1616                    | Olio su tela   | ?                  | Ubicazione ignota                                                                                         | ?                          | |
|          | Martirio di san Bartolomeo                                                         | 1615-1616                    | Olio su tela   | 173 × 116 cm       | Galleria Pallavicini                                                                                      | Roma                       | |
|          | San Paolo                                                                          | 1615-1616 circa              | Olio su tela   | ?                  | Oratorio della Compagnia dei Bianchi della Giustizia                                                      | Napoli                     | Il dipinto è stato a lungo occultato dalla Compagnia dei Bianchi della Giustizia. In anni recenti l'oratorio è stato restaurato e riaperto al pubblico, con il conseguente ritorno dai depositi delle opere mobili. Questo dipinto, non inserito nella monografia di Nicola Spinosa sul Ribera, è stato attribuito con convinzione dal suddetto studioso e da altri alla fase giovanile del pittore di Xativa. |
|          | San Pietro                                                                         | 1615-1616 circa              | Olio su tela   | ?                  | Oratorio della Compagnia dei Bianchi della Giustizia                                                      | Napoli                     | Il dipinto è stato a lungo occultato dalla Compagnia dei Bianchi della Giustizia. In anni recenti l'oratorio è stato restaurato e riaperto al pubblico, con il conseguente ritorno dai depositi delle opere mobili. Questo dipinto, non inserito nella monografia di Nicola Spinosa sul Ribera, è stato attribuito con convinzione dal suddetto studioso e da altri alla fase giovanile del pittore di Xativa. |
|          | San Giacomo (Maggiore?)                                                            | 1616-1620 circa              | Olio su tela   | 126 × 96 cm        | Museo di Capodimonte (depositi)                                                                           | Napoli                     | In origine era aperto il dibattito circa l'attribuzione del dipinto, se al Ribera, se al Maestro del Giudizio di Salomone, se a Dirck van Baburen o se ad un non ancora identificato pittore franco-fiammingo caravaggesco attivo anche a Roma nel secondo decennio del Seicento. Oggi il museo lo segnala come opera dello Spagnoletto.                                                                       |
|          | San Giuda Taddeo                                                                   | 1616-1620 circa              | Olio su tela   | 126 × 96 cm        | Museo di Capodimonte (depositi)                                                                           | Napoli                     | In origine era aperto il dibattito circa l'attribuzione del dipinto, se al Ribera, se al Maestro del Giudizio di Salomone, se a Dirck van Baburen o se ad un non ancora identificato pittore franco-fiammingo caravaggesco attivo anche a Roma nel secondo decennio del Seicento. Oggi il museo lo segnala come opera dello Spagnoletto.                                                                       |
|          | Negazione di san Pietro                                                            | 1616-1620 circa              | Olio su tela   | 140 × 200 cm       | Certosa di San Martino                                                                                    | Napoli                     | Assegnato in origine dal Bellori a Caravaggio, successivamente la critica si è divisa circa l'attribuzione dell'opera: alcuni l'hanno assegnata a Carlo Saraceni, altri, più probabilmente, ad un giovane Ribera, altri ancora ad un pittore caravaggista nordico non ancora identificato. |
|          | Deposizione di Cristo                                                              | 1616-1620 circa              | Olio su tela   | 204 × 257 cm       | Concattedrale di Santissima Maria Assunta e San Catello                                                   | Castellammare di Stabia    | Attribuito alla bottega del Ribera quale replica di una sua composizione originale di cui si sono perdute le tracce. Se ne conoscono svariate repliche per lo più in collezioni private, nonché una al monastero di San Lorenzo de El Escorial, una a Palermo nella chiesa di San Giuseppe dei Teatini e una a Napoli presso il complesso del Suor Orsola Benincasa.                                           |
|          | San Girolamo e l'angelo del Giudizio                                               | 1616-1617                    | Olio su tela   | 179 × 139 cm       | Collegiata, Museo Parroquial                                                                              | Osuna                      | |
|          | Martirio di san Bartolomeo                                                         | 1616-1617                    | Olio su tela   | 179 × 139 cm       | Collegiata, Museo Parroquial                                                                              | Osuna                      | |
|          | San Sebastiano orante                                                              | 1616-1617                    | Olio su tela   | 179 × 139 cm       | Collegiata, Museo Parroquial                                                                              | Osuna                      | |
|          | San Pietro penitente                                                               | 1616-1617                    | Olio su tela   | 179 × 139 cm       | Collegiata, Museo Parroquial                                                                              | Osuna                      | |
|          | San Matteo e l'angelo                                                              | 1616-1619                    | Olio su tela   | 86 × 69 cm         | Collezione privata                                                                                        | Santiago del Cile          | |
|          | Cristo flagellato                                                                  | 1616-1619                    | Olio su tela   | 140 × 118 cm       | Quadreria dei Girolamini                                                                                  | Napoli                     | |
|          | Sant'Andrea orante                                                                 | 1616-1619                    | Olio su tela   | 136 × 112 cm       | Quadreria dei Girolamini                                                                                  | Napoli                     | |
|          | Cristo coronato di spine                                                           | entro il 1620                | Olio su tela   | 197 × 115 cm       | Palacio de las Duenas                                                                                     | Siviglia                   | |
|          | David con la testa di Golia                                                        | entro il 1620                | Olio su tela   | 122 × 100 cm       | Collezione privata                                                                                        | Madrid                     | |
|          | Resurrezione di Lazzaro                                                            | 1618-1620                    | Olio su tela   | 171 × 289 cm       | Museo del Prado                                                                                           | Madrid                     | |
|          | Maddalena in meditazione                                                           | 1618-1620                    | Olio su tela   | 175 × 128 cm       | Museo di Capodimonte                                                                                      | Napoli                     | |
|          | Calvario                                                                           | 1618                         | Olio su tela   | 336 × 230 cm       | Collegiata, Museo Parroquial                                                                              | Osuna                      | |
|          | Maddalena penitente                                                                | 1618-1623                    | Olio su tela   | 78 × 71 cm         | Museo di Capodimonte                                                                                      | Napoli                     | |
|          | Pietà                                                                              | 1618-1623                    | Olio su tela   | 129 × 181 cm       | National Gallery                                                                                          | Londra                     | |
|          | Cristo flagellato                                                                  | 1620 circa                   | Olio su tela   | 99 × 81 cm         | Galleria Sabauda                                                                                          | Torino                     | |
|          | Martirio di san Lorenzo                                                            | 1618-1620                    | Olio su tela   | 201 × 152 cm       | The Azby Fund                                                                                             | New Orleans                | |
|          | Ecce Homo                                                                          | 1620 circa                   | Olio su tela   | 97 × 81 cm         | Real Academia de Bellas Artes de San Fernando                                                             | Madrid                     | |
|          | San Sebastiano curato dalle pie donne                                              | 1621 circa                   | Olio su tela   | 180 × 228 cm       | Museo de Bellas Artes                                                                                     | Bilbao                     | |
|          | Cristo si prepara per la crocifissione                                             | 1624 circa                   | Olio su tela   | 223 × 174 cm       | Chiesa di Santa Maria                                                                                     | Cogolludo                  | |
|          | San Giacomo Maggiore                                                               | ante 1624                    | Olio su tela   | 127 × 98 cm        | Museo Puškin                                                                                              | Mosca                      | Comparso per la prima volta in un inventario del 1624, rimane aperto il dibattito circa l'attribuzione, se al Ribera o al Maestro del Giudizio di Salomone. |
|          | Martirio di san Bartolomeo                                                         | primo quarto del XVII secolo | Olio su tela   | ?                  | Basilica di San Domenico Maggiore                                                                         | Napoli                     | Rimane aperto il dibattito circa l'attribuzione del dipinto, se assegnarlo al Ribera o, più probabilmente, alla sua bottega. |
|          | Liberazione di san Pietro dal Carcere                                              | 1613-1614 circa              | Olio su tela   | 193 × 143 cm       | Galleria Borghese                                                                                         | Roma                       | Comparso per la prima volta nell'inventario della Collezione Borghese del 1693, dov'era assegnato a Valentin De Boulogne, rimane aperto il dibattito circa l'attribuzione del dipinto. |
|          | Madonna col Bambino e san Bruno                                                    | 1624                         | Olio su tela   | 205 × 153,5 cm     | Gemäldegalerie                                                                                            | Berlino                    | |
|          | San Girolamo e l'angelo del Giudizio                                               | 1626                         | Olio su tela   | 185 × 133 cm       | Museo dell'Ermitage                                                                                       | San Pietroburgo            | |
|          | San Girolamo e l'angelo del Giudizio                                               | 1626                         | Olio su tela   | 262 × 164 cm       | Museo di Capodimonte                                                                                      | Napoli                     | |
|          | Sant'Andrea in meditazione                                                         | 1626                         | Olio su tela   | 111,1 × 93 cm      | Collezione privata                                                                                        | Londra                     | |
|          | Deposizione                                                                        | 1616-1624                    | Olio su tela   | 125 × 181 cm       | Museo del Louvre                                                                                          | Parigi                     | |
|          | San Girolamo che legge                                                             | 1625 circa                   | Olio su tela   | 112 × 94 cm        | Galleria dell'Accademia                                                                                   | Napoli                     | |
|          | San Girolamo che legge                                                             | 1625 circa                   | Olio su tela   | 108 × 82 cm        | Pinacoteca di Brera                                                                                       | Milano                     | |
|          | Martirio di san Bartolomeo                                                         | 1624-1626                    | Olio su tela   | 145 × 216 cm       | Galleria Palatina di palazzo Pitti                                                                        | Firenze                    | |
|          | Martirio di san Bartolomeo                                                         | 1624-1630                    | Olio su tela   | 233 × 158 cm       | Cattedrale di Santa Sofia                                                                                 | Nicosia                    | |
|          | Trinitas terrestris con san Bruno, san Benedetto, san Bernardino e san Bonaventura | 1626-1635 circa              | Olio su tela   | 393 × 262 cm       | Museo di Capodimonte                                                                                      | Napoli                     | |
|          | Eterno Padre                                                                       | 1626-1635 circa              | Olio su tela   | 109 × 109 cm       | Museo di Capodimonte                                                                                      | Napoli                     | |
|          | Martirio di Sant'Andrea                                                            | 1628                         | Olio su tela   | 285 × 183 cm       | Szépművészeti Múzeum                                                                                      | Budapest                   | |
|          | San Sebastiano e le pie donne                                                      | 1628                         | Olio su tela   | 156 × 188 cm       | Museo dell'Ermitage                                                                                       | San Pietroburgo            | |
|          | San Sebastiano curato da sant'Irene                                                | XVII secolo                  | Olio su tela   | 206 × 152 cm       | Museo de Bellas Artes San Pio V                                                                           | Valencia                   | Considerato autografo da una parte della critica mentre un'altra parte la ritiene replica di una composizione originale del Ribera di cui si sono perdute le tracce. |
|          | San Sebastiano curato da sant'Irene                                                | XVII secolo                  | Olio su tela   | 206 × 152 cm       | Museo di Stato                                                                                            | San Marino                 | Considerato copia antica di un pittore non ancora identificato oppure attribuito alla bottega di Ribera quale replica di un originale disperso. |
|          | San Sebastiano curato da sant'Irene                                                | XVII secolo                  | Olio su tela   | 206 × 152 cm       | Coll & Cortes Fine Arts Dealers                                                                           | Madrid                     | Considerato copia antica di un pittore non ancora identificato oppure attribuito alla bottega di Ribera quale replica di un originale disperso. |
|          | San Sebastiano curato da sant'Irene                                                | XVII secolo                  | Olio su tela   | 206 × 152 cm       | Chiesa dei Santi Severino e Sossio                                                                        | Napoli                     | Considerato copia antica di un pittore non ancora identificato oppure attribuito alla bottega di Ribera quale replica di un originale disperso. |
|          | San Pietro in meditazione                                                          | 1628 (?)                     | Olio su tela   | 121 × 96 cm        | Corporation Art Gallery                                                                                   | Glasgow                    | Firmato e datato, rimane aperto il dibattito circa l'attribuzione alla mano del Ribera o della sua bottega, vista la qualità pittorica espressa. |
|          | San Pietro in meditazione                                                          | 1628 (?)                     | Olio su tela   | 190 × 112 cm       | Museu Nacional de Arte Antiga                                                                             | Lisbona                    | Siglato "J.R.", rimane aperto il dibattito circa l'attribuzione alla mano del Ribera o della sua bottega, vista la qualità pittorica espressa. |
|          | San Francesco d'Assisi alla Porziuncola                                            | 1629                         | Olio su tela   | 230 × 160 cm       | Palacio Real di El Pardo                                                                                  | Madrid                     | |
|          | San Giovanni Battista                                                              | 1629-1635                    | Olio su tela   | 124 × 93 cm        | Palacio de Ayuntamiento                                                                                   | Valladolid                 | |
|          | San Girolamo in meditazione                                                        | 1629 circa                   | Olio su tela   | 101 × 74 cm        | Collezione privata                                                                                        | Londra                     | |
|          | San Pietro penitente                                                               | 1626-1629                    | Olio su tela   | 126 × 97 cm        | Art Institute                                                                                             | Chicago                    | |
|          | San Tommaso (?)                                                                    | 1627-1630 circa              | Olio su tela   | 62 × 49,5 cm       | National Gallery                                                                                          | Londra                     | Attribuito in passato a Pietro Novelli e a Diego Velasquez, rimane aperto il dibattito circa l'attribuzione del dipinto. |
|          | San Pietro                                                                         | 1630 circa                   | Olio su tela   | 76 × 62 cm         | Chiesa del Crocifisso                                                                                     | Matino                     | Attribuzione discussa tra la mano del Ribera e quella di un giovane Francesco Fracanzano. Forse una copia di un originale dello spagnolo. |
|          | San Pietro in lacrime                                                              | 1630 circa                   | Olio su tela   | 56 × 69 cm         | Collezione privata                                                                                        | Milano                     | |
|          | San Giuda Taddeo                                                                   | 1630-1632                    | Olio su tela   | 128 × 121 cm       | Collezione privata                                                                                        | Barcellona                 | |
|          | San Pietro penitente                                                               | 1630-1631                    | Olio su tela   | 77 × 64,8 cm       | Museo Soumaya                                                                                             | Città del Messico          | |
|          | San Pietro penitente                                                               | 1630 circa                   | Olio su tela   | 74 × 62 cm         | Museo dell'Ermitage                                                                                       | San Pietroburgo            | |
|          | Sant'Onofrio                                                                       | 1630                         | Olio su tela   | 96 × 74 cm         | Collezione privata                                                                                        | Baltimora                  | |
|          | Cristo Salvatore                                                                   | 1630 circa                   | Olio su tela   | 72 × 65 cm         | Museo del Prado                                                                                           | Madrid                     | |
|          | San Pietro                                                                         | 1630                         | Olio su tela   | 77 × 64 cm         | Museo del Prado                                                                                           | Madrid                     | |
|          | San Paolo                                                                          | 1632-1635                    | Olio su tela   | 75 × 63 cm         | Museo del Prado                                                                                           | Madrid                     | |
|          | San Filippo                                                                        | 1632-1635                    | Olio su tela   | 75 × 62 cm         | Museo del Prado                                                                                           | Madrid                     | |
|          | San Simone                                                                         | 1632-1635                    | Olio su tela   | 74 × 62 cm         | Museo del Prado                                                                                           | Madrid                     | |
|          | San Bartolomeo                                                                     | 1632-1635                    | Olio su tela   | 78 × 64 cm         | Museo del Prado                                                                                           | Madrid                     | |
|          | San Giacomo Maggiore                                                               | 1632-1635                    | Olio su tela   | 78 × 64 cm         | Museo del Prado                                                                                           | Madrid                     | |
|          | San Giacomo Minore                                                                 | 1632-1635                    | Olio su tela   | 75 × 63 cm         | Museo del Prado                                                                                           | Madrid                     | |
|          | San Giuda Taddeo                                                                   | 1632-1635                    | Olio su tela   | 76 × 64 cm         | Museo del Prado                                                                                           | Madrid                     | |
|          | San Mattia                                                                         | 1632-1635                    | Olio su tela   | 78 × 64 cm         | Museo Municipal (in deposito dal Museo del Prado di Madrid)                                               | Xàtiva                     | |
|          | San Tommaso                                                                        | 1632-1635                    | Olio su tela   | 76 × 64 cm         | Museo de Bellas Artes (in deposito dal Museo del Prado di Madrid)                                         | Cordova                    | |
|          | San Matteo                                                                         | 1632-1635                    | Olio su tela   | 76 × 64 cm         | Biblioteca y Museo Victor Balaguer (in deposito dal Museo del Prado di Madrid)                            | Vilanova i la Geltrú       | |
|          | Sant'Andrea                                                                        | 1632-1635                    | Olio su tela   | 76 × 64 cm         | Museo de Bellas Artes (in deposito dal Museo del Prado di Madrid)                                         | La Coruña                  | |
|          | San Giovanni Evangelista                                                           | 1632-1635                    | Olio su tela   | 73,5 × 62 cm       | Collezione privata                                                                                        | Roma                       | |
|          | San Paolo                                                                          | 1630 circa                   | Olio su tela   | 61,8 × 48 cm       | Musée des Beaux-Arts et d'Archéologie                                                                     | Rennes                     | |
|          | San Giuseppe                                                                       | 1630 circa                   | Olio su tela   | 60 × 49 cm         | Collezione privata                                                                                        | Napoli                     | |
|          | San Giacomo Maggiore                                                               | 1630-1632                    | Olio su tela   | 73 × 99 cm         | Wellington Museum                                                                                         | Londra                     | |
|          | San Paolo                                                                          | 1630-1632                    | Olio su tela   | 76,2 × 63,5 cm     | Collezione privata                                                                                        | Monaco                     | |
|          | Un apostolo                                                                        | 1630 circa                   | Olio su tela   | 74 × 62 cm         | University College                                                                                        | Amherst                    | |
|          | San Girolamo in meditazione                                                        | 1630 circa                   | Olio su tela   | 77,5 × 63,5 cm     | Collezione privata                                                                                        | Roma                       | |
|          | Giobbe                                                                             | 1630-1640                    | Olio su tela   | 69,5 × 49,5 cm     | Galleria Nazionale                                                                                        | Parma                      | |
|          | San Rocco                                                                          | 1631                         | Olio su tela   | 212 × 144 cm       | Museo del Prado                                                                                           | Madrid                     | |
|          | San Giacomo Maggiore                                                               | 1631                         | Olio su tela   | 202 × 146 cm       | Museo del Prado                                                                                           | Madrid                     | |
|          | Ecce Homo                                                                          | 1631                         | Olio su tela   | 33 × 24 cm         | Collezione privata                                                                                        | Venezia                    | |
|          | Ecce Homo                                                                          | 1631                         | Olio su tela   | 33 × 24 cm         | Collezione privata                                                                                        | Londra                     | Replica ritenuta autografa del dipinto precedente. |
|          | Ecce Homo                                                                          | 1630 circa                   | Olio su tela   | 57 × 46 cm         | Museo dell'Ermitage                                                                                       | San Pietroburgo            | |
|          | Sant'Andrea                                                                        | 1630 circa                   | Olio su tela   | 75 × 61 cm         | Collezione privata                                                                                        | Milano                     | |
|          | Santo Stefano                                                                      | 1630 circa                   | Olio su tela   | 57 × 47 cm         | Thomas Knol                                                                                               | Basilea                    | |
|          | San Paolo                                                                          | 1631-1632                    | Olio su tela   | 79 × 66 cm         | Collezione privata                                                                                        | ?                          | |
|          | San Pietro                                                                         | 1631-1632                    | Olio su tela   | 128 × 100 cm       | Museo del Prado                                                                                           | Madrid                     | |
|          | San Paolo                                                                          | 1632                         | Olio su tela   | 125 × 99 cm        | Hispanic Society of America                                                                               | New York                   | |
|          | San Matteo                                                                         | 1632                         | Olio su tela   | 126 × 95 cm        | Kimbell Art Museum                                                                                        | Fort Worth                 | |
|          | San Rocco                                                                          | 1632                         | Olio su tela   | 127 × 100 cm       | Museo del Prado                                                                                           | Madrid                     | |
|          | Sant'Andrea                                                                        | 1631-1632                    | Olio su tela   | 123 × 95 cm        | Museo del Prado                                                                                           | Madrid                     | |
|          | San Simone                                                                         | 1631-1632                    | Olio su tela   | 107 × 91 cm        | Museo del Prado                                                                                           | Madrid                     | |
|          | San Giacomo Maggiore                                                               | 1632 circa                   | Olio su tela   | 118 × 95 cm        | Raccolta del marchese di Exeter                                                                           | Burghley House             | |
|          | Apostolo                                                                           | 1632-1633                    | Olio su tela   | 58 × 48,2 cm       | Ubicazione ignota                                                                                         | ?                          | |
|          | San Giovanni Battista                                                              | 1632                         | Olio su tela   | 110 × 82 cm        | Collezione privata                                                                                        | Napoli                     | |
|          | San Giovanni Battista                                                              | 1632                         | Olio su tela   | 92 × 72 cm         | Collezione privata                                                                                        | ?                          | Replica ritenuta autografa del dipinto precedente. |
|          | San Giuseppe col Bambino                                                           | 1632                         | Olio su tela   | 126 × 100 cm       | Museo del Prado                                                                                           | Madrid                     | |
|          | San Francesco d'Assisi e l'angelo con l'ampolla del sangue di Cristo               | 1632                         | Olio su tela   | 120 × 98 cm        | Museo del Prado                                                                                           | Madrid                     | |
|          | San Giacomo Maggiore                                                               | 1632                         | Olio su tela   | 131 × 110 cm       | Museo de Bellas Artes                                                                                     | Siviglia                   | |
|          | San Giacomo Maggiore                                                               | 1632 circa                   | Olio su tela   | 125 × 102 cm       | Galleria nazionale d'arte antica di palazzo Barberini                                                     | Roma                       | Replica ritenuta autografa del dipinto precedente. |
|          | San Paolo                                                                          | 1632                         | Olio su tela   | 118,8 × 88,4 cm    | Ubicazione ignota                                                                                         | ?                          | |
|          | San Giacomo Maggiore                                                               | 1632 circa                   | Olio su tela   | 115,2 × 85,5 cm    | Museum of Art                                                                                             | Dallas                     | |
|          | Giacobbe e il gregge                                                               | 1628-1635                    | Olio su tela   | 174 × 219 cm       | Monastero di San Lorenzo                                                                                  | San Lorenzo de El Escorial | |
|          | Giacobbe nel letamaio                                                              | 1629-1631                    | Olio su tela   | 140 × 188 cm       | Collezione privata                                                                                        | Spagna                     | |
|          | Eraclito                                                                           | 1630-1631                    | Olio su tela   | 147 × 116 cm       | Fondazione Cavallini-Sgarbi                                                                               | Ro Ferrarese               | Rimane aperto il dibattito circa l'attribuzione del dipinto, se al Ribera o alla sua bottega. |
|          | San Bartolomeo                                                                     | 1632                         | Olio su tela   | 128 × 102 cm       | Collezione privata                                                                                        | Schloss Rohrau             | Firmato e datato, rimane aperto il dibattito circa l'attribuzione alla mano del Ribera, della sua bottega. |
|          | San Girolamo in meditazione                                                        | 1633 circa                   | Olio su tela   | 102 × 80 cm        | Musée des Beaux-Arts                                                                                      | Pau                        | Attribuito alla bottega quale copia del dipinto in collezione privata a Londra del 1629 circa. |
|          | Pietà                                                                              | 1633                         | Olio su tela   | 157 × 210 cm       | Museo Thyssen-Bornemisza                                                                                  | Madrid                     | |
|          | San Matteo                                                                         | 1634                         | Olio su tela   | 64 × 52 cm         | Stadtmuseum                                                                                               | Soletta                    | |
|          | San Girolamo                                                                       | 1634                         | Olio su tela   | 78 × 126 cm        | Museo Thyssen-Bornemisza                                                                                  | Madrid                     | |
|          | San Zaccaria                                                                       | 1634                         | Olio su tela   | 98 × 80 cm         | Musée des Beaux-Arts                                                                                      | Rouen                      | |
|          | San Pietro                                                                         | 1634                         | Olio su tela   | 64 × 55 cm         | Museo de Bellas Artes de Asturias                                                                         | Oviedo                     | |
|          | San Girolamo leggente                                                              | 1634 circa                   | Olio su tela   | 76,2 × 63,5 cm     | Collezione privata                                                                                        | Londra                     | |
|          | Ecce Homo                                                                          | 1634 circa                   | Olio su tela   | 60 × 45 cm         | Collezione privata                                                                                        | Roma                       | |
|          | Mater Dolorosa                                                                     | 1631-1635                    | Olio su tela   | 61,5 × 48 cm       | Collezione privata                                                                                        | Ubicazione ignota          | |
|          | San Bartolomeo                                                                     | 1634                         | Olio su tela   | 127 × 101,6 cm     | Stanley Moss & Company                                                                                    | New York                   | |
|          | Martirio di san Bartolomeo                                                         | 1634                         | Olio su tela   | 104 × 113 cm       | National Gallery                                                                                          | Washington                 | |
|          | Santa Lucia                                                                        | 1635                         | Olio su tela   | 73,6 × 60,4 cm     | Collezione privata                                                                                        | New York                   | |
|          | Visione di Baldassarre                                                             | 1635                         | Olio su tela   | 52 × 64 cm         | Palazzo Arcivescovile                                                                                     | Milano                     | |
|          | Trinità                                                                            | 1635-1636                    | Olio su tela   | 226 × 118 cm       | Museo del Prado                                                                                           | Madrid                     | |
|          | San Giuseppe                                                                       | 1635-1636                    | Olio su tela   | 72,4 × 62,9 cm     | Musée des Beaux-Arts                                                                                      | Montréal                   | |
|          | Pietà                                                                              | 1634                         | Olio su tela   | 172 × 121 cm       | Convento delle Agustinas Recoletas di Monterrey                                                           | Salamanca                  | |
|          | San Francesco riceve i sette privilegi                                             | 1635 circa                   | Olio su tela   | 240 × 178 cm       | Palazzo Bianco                                                                                            | Genova                     | Attribuito alla bottega quale copia di un originale disperso. |
|          | Immacolata Concezione                                                              | 1635                         | Olio su tela   | 502 × 329 cm       | Convento delle Agustinas Recoletas di Monterrey                                                           | Salamanca                  | |
|          | Sant'Agostino                                                                      | 1636                         | Olio su tela   | 213 × 106 cm       | Convento delle Agustinas Recoletas di Monterrey                                                           | Salamanca                  | |
|          | Sant'Agostino in preghiera                                                         | 1636 circa                   | Olio su tela   | 203 × 150 cm       | Museo del Prado                                                                                           | Madrid                     | |
|          | Sant'Agostino                                                                      | 1636                         | Olio su tela   | 126 × 100 cm       | Musée Goya                                                                                                | Castres                    | |
|          | San Gennaro in gloria                                                              | 1636                         | Olio su tela   | 276 × 199 cm       | Convento delle Agustinas Recoletas di Monterrey                                                           | Salamanca                  | |
|          | Assunzione della Maddalena                                                         | 1636                         | Olio su tela   | 256 × 193 cm       | Real Academia de Bellas Artes de San Fernando                                                             | Madrid                     | |
|          | San Sebastiano                                                                     | 1636                         | Olio su tela   | 200 × 149 cm       | già al Kaiser Friedrich Museum (distrutto nel 1945)                                                       | Berlino                    | |
|          | San Sebastiano                                                                     | 1636 circa                   | Olio su tela   | 127 × 100 cm       | Museo del Prado                                                                                           | Madrid                     | |
|          | Apparizione di Gesù Bambino a sant'Antonio da Padova                               | 1636                         | Olio su tela   | 262 × 206 cm       | Real Academia de Bellas Artes de San Fernando                                                             | Madrid                     | |
|          | San Paolo eremita                                                                  | 1636 circa                   | Olio su tela   | 118 × 98 cm        | Museo del Prado                                                                                           | Madrid                     | |
|          | San Girolamo                                                                       | 1636                         | Olio su tela   | 73,5 × 59,5 cm     | Musée du Luxembourg                                                                                       | Parigi                     | |
|          | San Cristofaro e il Bambino                                                        | 1637                         | Olio su tela   | 127 × 100 cm       | Museo del Prado                                                                                           | Madrid                     | |
|          | Immacolata Concezione                                                              | 1637                         | Olio su tela   | 294 × 164 cm       | Collezione privata                                                                                        | Schloss Rohrau             | |
|          | Immacolata Concezione                                                              | 1637 circa                   | Olio su tela   | 72,5 × 61 cm       | Collezione privata                                                                                        | Milano                     | |
|          | Santa Lucia                                                                        | 1637                         | Olio su tela   | 73 × 62 cm         | Collezione privata                                                                                        | Madrid                     | |
|          | Benedizione di Giacobbe                                                            | 1637                         | Olio su tela   | 129 × 289 cm       | Museo del Prado                                                                                           | Madrid                     | |
|          | Immacolata Concezione                                                              | 1637                         | Olio su tela   | 255 × 177 cm       | Museum of Art                                                                                             | Columbia                   | |
|          | Immacolata Concezione                                                              | 1637                         | Olio su tela   | 220 × 160 cm       | Museo del Prado                                                                                           | Madrid                     | |
|          | Sant'Andrea                                                                        | 1637                         | Olio su tela   | 123 × 91 cm        | Musées Royaux des Beaux-Arts                                                                              | Bruxelles                  | |
|          | Sant'Agostino con un paggio spagnolo                                               | 1637                         | Olio su tela   | 126 × 102 cm       | Museo Nazionale                                                                                           | Poznań                     | |
|          | Sant'Onofrio                                                                       | 1637                         | Olio su tela   | 130 × 104 cm       | Museo dell'Ermitage                                                                                       | San Pietroburgo            | |
|          | Sant'Onofrio                                                                       | 1637                         | Olio su tela   | 90 × 70 cm         | National Gallery of Ireland                                                                               | Dublino                    | |
|          | San Pietro                                                                         | 1637                         | Olio su tela   | 205 × 112 cm       | Museo de Bellas Artes de Alava                                                                            | Vitoria                    | |
|          | San Paolo                                                                          | 1637                         | Olio su tela   | 205 × 112 cm       | Museo de Bellas Artes de Alava                                                                            | Vitoria                    | |
|          | Cristo deriso e coronato di spine                                                  | 1638                         | Olio su tela   | 257 × 202 cm       | Pinacoteca di Brera                                                                                       | Milano                     | |
|          | Sant'Antonio Abate                                                                 | 1638                         | Olio su tela   | 78 × 66 cm         | Fondazione De Vito                                                                                        | Vaglia                     | |
|          | Pietà                                                                              | 1637                         | Olio su tela   | 264 × 170 cm       | Certosa di San Martino                                                                                    | Napoli                     | |
|          | Mosè                                                                               | 1638                         | Olio su tela   | 168 × 97 cm        | Certosa di San Martino                                                                                    | Napoli                     | |
|          | Elia                                                                               | 1638                         | Olio su tela   | 168 × 97 cm        | Certosa di San Martino                                                                                    | Napoli                     | |
|          | Aggeo                                                                              | 1638-1643                    | Olio su tela   | 272 × 252 cm       | Certosa di San Martino                                                                                    | Napoli                     | |
|          | Noè                                                                                | 1638                         | Olio su tela   | 271 × 254 cm       | Certosa di San Martino                                                                                    | Napoli                     | |
|          | Gioele                                                                             | 1638-1643                    | Olio su tela   | 270 × 252 cm       | Certosa di San Martino                                                                                    | Napoli                     | |
|          | Amos                                                                               | 1640                         | Olio su tela   | 272 × 256 cm       | Certosa di San Martino                                                                                    | Napoli                     | |
|          | Abdia                                                                              | 1638-1643                    | Olio su tela   | 270 × 266 cm       | Certosa di San Martino                                                                                    | Napoli                     | |
|          | Osea                                                                               | 1638-1643                    | Olio su tela   | 270 × 254 cm       | Certosa di San Martino                                                                                    | Napoli                     | |
|          | Abacuc                                                                             | 1638-1643                    | Olio su tela   | 267 × 236 cm       | Certosa di San Martino                                                                                    | Napoli                     | |
|          | Sofonia                                                                            | 1638-1643                    | Olio su tela   | 266 × 236 cm       | Certosa di San Martino                                                                                    | Napoli                     | |
|          | Daniele                                                                            | 1638-1643                    | Olio su tela   | 267 × 236 cm       | Certosa di San Martino                                                                                    | Napoli                     | |
|          | Giona                                                                              | 1638-1643                    | Olio su tela   | 276 × 236 cm       | Certosa di San Martino                                                                                    | Napoli                     | |
|          | Michea                                                                             | 1638-1643                    | Olio su tela   | 268 × 243 cm       | Certosa di San Martino                                                                                    | Napoli                     | |
|          | Ezechiele                                                                          | 1638-1643                    | Olio su tela   | 271 × 251 cm       | Certosa di San Martino                                                                                    | Napoli                     | |
|          | San Gennaro                                                                        | 1638                         | Olio su tela   | 70 × 60 cm         | Collezione privata                                                                                        | ?                          | |
|          | Ecce Homo                                                                          | 1638                         | Olio su tela   | 76 × 63,5 cm       | Bob Jones University                                                                                      | Greenville                 | |
|          | Ecce Homo                                                                          | 1638                         | Olio su tela   | 63,8 × 51 cm       | Collezione privata                                                                                        | Londra                     | |
|          | Mater Dolorosa                                                                     | 1638                         | Olio su tela   | 76 × 62 cm         | Gemäldegalerie                                                                                            | Kassel                     | |
|          | Mater Dolorosa                                                                     | 1638                         | Olio su tela   | 103 × 69 cm        | Collezione privata                                                                                        | Madrid                     | |
|          | San Paolo eremita                                                                  | 1638                         | Olio su tela   | 132 × 106 cm       | Walters Art Gallery                                                                                       | Baltimora                  | |
|          | San Paolo eremita                                                                  | 1639                         | Olio su tela   | 129 × 103 cm       | Galleria regionale della Sicilia di palazzo Abatellis                                                     | Palermo                    | |
|          | San Giovanni Battista nel deserto                                                  | 1638                         | Olio su tela   | 103 × 69 cm        | Real Monasterio de la Encarnación                                                                         | Madrid                     | |
|          | San Giovanni Battista                                                              | 1640 circa                   | Olio su tela   | 183,5 × 132,5 cm   | Collezione privata                                                                                        | Madrid                     | |
|          | San Giovanni Battista                                                              | 1638                         | Olio su tela   | 205 × 155 cm       | Collezione privata                                                                                        | Barcellona                 | |
|          | San Girolamo e la tromba del Giudizio                                              | 1629, 1639 o 1637            | Olio su tela   | 125 × 100 cm       | Galleria Doria Pamphilj                                                                                   | Roma                       | |
|          | San Girolamo nel deserto                                                           | 1637 circa                   | Olio su tela   | ?                  | Collezione privata                                                                                        | ?                          | |
|          | Giacobbe e il gregge                                                               | 1638                         | Olio su tela   | 132 × 118 cm       | National Gallery                                                                                          | Londra                     | |
|          | Maddalena penitente                                                                | 1635-1640                    | Olio su tela   | 97 × 66 cm         | Museo del Prado                                                                                           | Madrid                     | |
|          | San Girolamo                                                                       | 1638                         | Olio su tela   | 129 × 100 cm       | Museum of Art                                                                                             | Cleveland                  | |
|          | San Giuseppe                                                                       | 1639                         | Olio su tela   | 131 × 105 cm       | Collezione privata                                                                                        | Madrid                     | |
|          | San Giuseppe                                                                       | 1635-1640                    | Olio su tela   | 115 × 88 cm        | Brooklyn Museum                                                                                           | New York                   | |
|          | Carnefice con la testa del Battista                                                | 1639                         | Olio su tela   | 126 × 101 cm       | Collezione privata                                                                                        | Milano                     | |
|          | Martirio di san Filippo                                                            | 1639                         | Olio su tela   | 234 × 234 cm       | Museo del Prado                                                                                           | Madrid                     | |
|          | Liberazione di san Pietro                                                          | 1639                         | Olio su tela   | 177 × 232 cm       | Museo del Prado                                                                                           | Madrid                     | |
|          | Sogno di Giacobbe                                                                  | 1639                         | Olio su tela   | 179 × 233 cm       | Museo del Prado                                                                                           | Madrid                     | |
|          | San Pietro in preghiera                                                            | 1639 circa                   | Olio su tela   | ?                  | Ubicazione ignota                                                                                         | Inghilterra                | |
|          | San Pietro in preghiera                                                            | 1639 circa                   | Olio su tela   | 117 × 99,2 cm      | Collezione privata                                                                                        | Inghilterra                | |
|          | Sacra Famiglia e san Giovannino nella bottega di Giuseppe                          | 1630-1640                    | Olio su tela   | 256 × 201 cm       | Sovrano Militare dell'Ordine di Malta                                                                     | Roma                       | |
|          | Sant'Onofrio                                                                       | 1639                         | Olio su tela   | 198,5 × 151 cm     | Monastero di San Lorenzo                                                                                  | San Lorenzo de El Escorial | |
|          | San Girolamo penitente                                                             | 1639-1640                    | Olio su tela   | 95 × 125 cm        | Monastero di San Lorenzo                                                                                  | San Lorenzo de El Escorial | |
|          | San Francesco di Paola                                                             | 1640                         | Olio su tela   | 73,5 × 65,5 cm     | Collezione privata                                                                                        | Ginevra                    | |
|          | San Francesco di Paola                                                             | 1640                         | Olio su tela   | 73,5 × 65,5 cm (?) | National Museum of Fine Art                                                                               | La Valletta                | Replica ritenuta autografa del dipinto precedente. |
|          | San Francesco di Paola                                                             | 1640                         | Olio su tela   | 75 × 52,5 cm       | Collezione privata                                                                                        | Londra                     | |
|          | Adorazione dei pastori                                                             | 1640                         | Olio su tela   | 226 × 317 cm       | Monastero di San Lorenzo                                                                                  | San Lorenzo de El Escorial | |
|          | Adorazione dei pastori                                                             | 1640                         | Olio su tela   | 220 × 325 cm       | Monastero di San Lorenzo                                                                                  | San Lorenzo de El Escorial | |
|          | San Paolo eremita                                                                  | 1640                         | Olio su tela   | 143 × 143 cm       | Museo del Prado                                                                                           | Madrid                     | |
|          | San Sebastiano                                                                     | 1640                         | Olio su tela   | 131 × 105 cm       | Collezione privata                                                                                        | Ginevra                    | |
|          | San Giovanni Battista                                                              | 1640 circa                   | Olio su tela   | 180 × 129 cm       | North Carolina Museum of Art                                                                              | Raleigh                    | |
|          | San Giovanni Battista                                                              | 1640 circa                   | Olio su tela   | 101 × 73 cm        | Wellington Museum                                                                                         | Londra                     | |
|          | San Pietro                                                                         | 1640                         | Olio su tela   | 127 × 99 cm        | Cummer Museum of Art                                                                                      | Jacksonville               | |
|          | San Paolo eremita                                                                  | 1640 circa                   | Olio su tela   | 76 × 63 cm         | Gemäldegalerie Alte Meister                                                                               | Dresda                     | |
|          | Testa del Battista                                                                 | 1640                         | Olio su tela   | 62,2 × 72,7 cm     | Collezione privata                                                                                        | Napoli                     | |
|          | San Giovanni Battista                                                              | 1640 circa                   | Olio su tela   | 178 × 161 cm       | Museo Nazionale                                                                                           | Poznań                     | |
|          | San Giovanni Battista                                                              | 1640 circa                   | Olio su tela   | 184 × 198 cm       | Museo del Prado                                                                                           | Madrid                     | |
|          | Maddalena penitente                                                                | 1641                         | Olio su tela   | 182 × 149 cm       | Museo del Prado                                                                                           | Madrid                     | |
|          | Santa Maria Egiziaca                                                               | 1640 circa                   | Olio su tela   | 183 × 197 cm       | Museo del Prado                                                                                           | Madrid                     | |
|          | San Bartolomeo                                                                     | 1641?                        | Olio su tela   | 183 × 197 cm       | Museo del Prado                                                                                           | Madrid                     | |
|          | Santa Maria Egiziaca                                                               | 1641                         | Olio su tela   | 133 × 106 cm       | Musée Fabre                                                                                               | Montpellier                | |
|          | Santa Maria Egiziaca in levitazione                                                | 1641                         | Olio su tela   | 177 × 123 cm       | Collezione privata                                                                                        | Città del Messico          | |
|          | Sant'Agnese                                                                        | 1641 circa                   | Olio su tela   | 202 × 152 cm       | Gemäldegalerie Alte Meister                                                                               | Dresda                     | |
|          | Liberazione di san Pietro                                                          | 1641 circa                   | Olio su tela   | 176 × 226 cm       | Gemäldegalerie Alte Meister                                                                               | Dresda                     | |
|          | San Francesco e l'angelo                                                           | 1641 circa                   | Olio su tela   | 176 × 226 cm       | Gemäldegalerie Alte Meister                                                                               | Dresda                     | |
|          | Sant'Andrea                                                                        | 1641                         | Olio su tela   | 69,9 × 55,9 cm     | Museum of Fine Arts                                                                                       | Boston                     | |
|          | San Bartolomeo                                                                     | 1641 circa                   | Olio su tela   | 77 × 65 cm         | Museum of Art                                                                                             | El Paso                    | |
|          | San Francesco in gloria                                                            | 1642?                        | Olio su tela   | 400 × 207 cm       | Chiesa di San Francesco                                                                                   | Aversa                     | |
|          | San Francesco d'Assisi                                                             | 1642                         | Olio su tela   | 200 × 162 cm       | Monastero di San Lorenzo                                                                                  | San Lorenzo de El Escorial | |
|          | San Girolamo                                                                       | 1642                         | Olio su tela   | 130 × 100 cm       | Ubicazione ignota                                                                                         | ?                          | |
|          | Sant'Onofrio                                                                       | 1642                         | Olio su tela   | 130 × 101 cm       | Museum of Fine Arts                                                                                       | Boston                     | Firmato e datato, rimane aperto il dibattito circa l'attribuzione del dipinto, se al Ribera o alla sua bottega. |
|          | San Bruno riceve la Regola                                                         | 1643                         | Olio su rame   | 38 × 27 cm         | Museo nazionale di San Martino                                                                            | Napoli                     | |
|          | Sant'Ignazio scrive la Regola della Compagnia di Gesù                              | 1643-1644                    | Olio su tela   | 250 × 160 cm       | già nella Chiesa del Gesù Nuovo ora nei depositi del Museo di Capodimonte (rimasto frammentario dal 1945) | Napoli                     | |
|          | Papa Paolo III approva la Regola gesuitica                                         | 1643-1644                    | Olio su tela   | 250 × 160 cm       | Chiesa del Gesù Nuovo                                                                                     | Napoli                     | |
|          | Sant'Ignazio in gloria                                                             | 1643-1644                    | Olio su tela   | 250 × 160 cm       | Chiesa del Gesù Nuovo                                                                                     | Napoli                     | |
|          | Battesimo di Cristo                                                                | 1643                         | Olio su tela   | 235 × 160 cm       | Musée des Beaux-Arts                                                                                      | Nancy                      | |
|          | Madonna col Bambino                                                                | 1643                         | Olio su tela   | 111 × 101 cm       | Ringling Museum of Art                                                                                    | Sarasota                   | |
|          | Adorazione dei pastori                                                             | 1643                         | Olio su tela   | 128 × 180 cm       | già nella Cattedrale (distrutto nel 1936 dopo un incendio)                                                | Valencia                   | |
|          | Cristo crocifisso                                                                  | 1643                         | Olio su tela   | 292 × 192 cm       | Palacio de la Diputacion                                                                                  | Vitoria                    | |
|          | San Francesco d'Assisi                                                             | 1643                         | Olio su tela   | 103 × 77 cm        | Galleria Palatina di palazzo Pitti                                                                        | Firenze                    | |
|          | San Francesco d'Assisi                                                             | 1643 circa                   | Olio su tela   | 100 × 77,5 cm      | Collezione privata                                                                                        | Napoli                     | |
|          | San Girolamo                                                                       | 1643                         | Olio su tela   | 78 x 65 cm         | Musée des Beaux-Arts                                                                                      | Lilla                      | |
|          | Martirio di san Bartolomeo                                                         | 1644?                        | Olio su tela   | 202 × 153 cm       | Museu Nacional d'Art de Catalunya                                                                         | Barcellona                 | |
|          | Sant'Antonio Abate                                                                 | 1644                         | Olio su tela   | 206 × 156 cm       | Collezione privata                                                                                        | Majorca                    | |
|          | Sant'Andrea                                                                        | 1641?                        | Olio su tela   | 76 × 63 cm         | Museo del Prado                                                                                           | Madrid                     | |
|          | San Girolamo                                                                       | 1644                         | Olio su tela   | 109 × 90 cm        | Museo del Prado                                                                                           | Madrid                     | |
|          | San Paolo eremita                                                                  | 1644                         | Olio su tela   | 208 × 157 cm       | Nationalmuseum                                                                                            | Stoccolma                  | |
|          | San Mattia                                                                         | 1644                         | Olio su tela   | ?                  | Collezione privata                                                                                        | Madrid                     | |
|          | Testa del Battista                                                                 | 1644                         | Olio su tela   | 62 × 73 cm         | Real Academia de Bellas Artes de San Fernando                                                             | Madrid                     | |
|          | San Pietro                                                                         | 1644                         | Olio su tela   | 70,5 × 53 cm       | Collezione privata                                                                                        | ?                          | |
|          | Santa Teresa d'Avila                                                               | 1644                         | Olio su tela   | 123 × 97 cm        | Fundación Cultural Fórum Filatélico                                                                       | Madrid                     | |
|          | Santa Teresa d'Avila                                                               | 1644                         | Olio su tela   | 129,5 × 104 cm     | Museo de Bellas Artes San Pio V                                                                           | Valencia                   | |
|          | Martirio di san Bartolomeo                                                         | 1644                         | Olio su tela   | 208 × 157 cm       | Nationalmuseum                                                                                            | Stoccolma                  | Firmato e datato, rimane aperto il dibattito circa l'attribuzione del dipinto, se al Ribera o alla sua bottega. |
|          | San Girolamo                                                                       | 1645-1650 circa              | Olio su tela   | 123 × 93 cm        | Museo de Bellas Artes                                                                                     | Castellón                  | Causa anche il cattivo stato di conservazione, rimane aperto il dibattito circa l'attribuzione del dipinto, se al Ribera o alla sua bottega. |
|          | San Girolamo nel deserto                                                           | 1645                         | Olio su tela   | 230 × 180 cm       | Real Academia de Bellas Artes de San Fernando                                                             | Madrid                     | Attribuito alla bottega quale copia di un originale disperso. |
|          | San Paolo                                                                          | 1645                         | Olio su tela   | 75 × 53 cm         | Collezione privata                                                                                        | Vienna                     | |
|          | San Girolamo nello studio                                                          | 1646?                        | Olio su tela   | 146 × 198 cm       | Galleria Nazionale                                                                                        | Praga                      | |
|          | San Giacomo Maggiore                                                               | 1646 circa                   | Olio su tela   | 115 × 98 cm        | Collezione privata                                                                                        | Londra                     | |
|          | San Giacomo Maggiore                                                               | 1646 circa                   | Olio su tela   | 100 × 77,5 cm      | Collezione privata                                                                                        | Napoli                     | |
|          | Testa del Battista                                                                 | 1646                         | Olio su tela   | 66 × 78 cm         | Museo Filangieri di palazzo Cuomo                                                                         | Napoli                     | |
|          | San Gennaro esce illeso dalla fornace                                              | 1646                         | Olio su rame   | 320 × 200 cm       | Cappella del Tesoro di San Gennaro                                                                        | Napoli                     | |
|          | San Diego di Alcalà                                                                | 1646                         | Olio su tela   | 131 × 106 cm       | Cattedrale                                                                                                | Toledo                     | |
|          | San Diego di Alcalà                                                                | 1646                         | Olio su tela   | 180 × 118 cm       | Chiesa di Santa Maria la Nova                                                                             | Napoli                     | |
|          | Immacolata Concezione                                                              | 1646                         | Olio su tela   | ?                  | già chiesa del monastero de Santa Isabel (distrutto)                                                      | Madrid                     | |
|          | San Girolamo                                                                       | 1647                         | Olio su tela   | 131 × 103 cm       | Collezione privata                                                                                        | Bergamo                    | |
|          | Sant'Antonio Anacoreta                                                             | 1647                         | Olio su tela   | 75 × 64 cm         | Museo Puškin                                                                                              | Mosca                      | |
|          | San Giacomo Maggiore                                                               | 1647                         | Olio su tela   | 92 × 72 cm         | Museo Puškin                                                                                              | Mosca                      | |
|          | San Giacomo Maggiore                                                               | 1647 circa                   | Olio su tela   | 73 × 60 cm         | Musée de Beaux-Arts                                                                                       | Marsiglia                  | |
|          | San Giacomo Maggiore                                                               | 1644-1647                    | Olio su tela   | 101 × 83 cm        | Collezione privata                                                                                        | Schloss Rohrau             | |
|          | San Simeone con Gesù Bambino                                                       | 1647                         | Olio su tela   | 121 × 99 cm        | Collezione privata                                                                                        | Madrid                     | |
|          | San Paolo eremita                                                                  | 1647                         | Olio su tela   | 130 × 104 cm       | Wallraf-Richartz Museum                                                                                   | Colonia                    | |
|          | Riposo durante la fuga in Egitto                                                   | 1648 circa                   | Olio su tela   | 252,5 × 201 cm     | Fundacion Arte Espacio                                                                                    | Madrid                     | |
|          | San Girolamo                                                                       | 1648                         | Olio su tela   | 120 × 100 cm       | Fogg Art Museum                                                                                           | Cambridge                  | |
|          | San Girolamo                                                                       | 1648                         | Olio su tela   | 120 × 100 cm       | Fondazione Cavallini-Sgarbi                                                                               | Ferrara                    | Replica ritenuta autografa del dipinto precedente. |
|          | San Girolamo penitente                                                             | 1648                         | Olio su tela   | 63 × 55 cm         | Collezione privata                                                                                        | Londra                     | |
|          | San Girolamo penitente                                                             | 1648                         | Olio su tela   | 76 × 65 cm         | Collezione privata                                                                                        | Città del Messico          | |
|          | Madonna col Bambino                                                                | 1648                         | Olio su tela   | 70 × 60 cm         | Museum of Art                                                                                             | Filadelfia                 | |
|          | Matrimonio di santa Caterina con Gesù Bambino                                      | 1648                         | Olio su tela   | 209 × 154 cm       | The Metropolitan Museum of Art                                                                            | New York                   | |
|          | Adorazione dei pastori                                                             | 1650                         | Olio su tela   | 238 × 179 cm       | Museo del Louvre                                                                                          | Parigi                     | |
|          | Sant'Antonio abate                                                                 | 1650 circa                   | Olio su tela   | 69 × 52 cm         | Quadreria del Pio Monte della Misericordia                                                                | Napoli                     | |
|          | San Girolamo penitente                                                             | 1650 circa                   | Olio su tela   | 95,5 × 74,5 cm     | Monastero di San Lorenzo                                                                                  | San Lorenzo de El Escorial | Firmato e datato, rimane aperto il dibattito circa l'attribuzione del dipinto, anche causa il cattivo stato di conservazione, se al Ribera o alla sua bottega. |
|          | Adorazione dei pastori                                                             | 1650 circa                   | Olio su tela   | ?                  | Concattedrale di Santissima Maria Assunta e San Catello                                                   | Castellammare di Stabia    | Rimane aperto il dibattito circa l'attribuzione del dipinto, se assegnarlo al Ribera o, più probabilmente, alla sua bottega quale replica a taglio orizzontale della versione autografa del Louvre di Parigi. |
|          | San Bartolomeo                                                                     | 1651                         | Olio su tela   | 126,5 × 103 cm     | Yale University Art Gallery                                                                               | New Haven                  | Firmato e datato, rimane aperto il dibattito circa l'attribuzione del dipinto, anche causa il cattivo stato di conservazione, se al Ribera o alla sua bottega. |
|          | Sant'Onofrio                                                                       | 1651 circa                   | Olio su tela   | 182 × 125,5 cm     | Collezione privata                                                                                        | ?                          | |
|          | San Paolo eremita                                                                  | 1651 circa                   | Olio su tela   | 199 × 154 cm       | Museo del Louvre                                                                                          | Parigi                     | |
|          | San Girolamo penitente                                                             | 1651 circa                   | Olio su tela   | 178 × 125 cm       | Musei del Castello Sforzesco                                                                              | Milano                     | |
|          | Immacolata Concezione                                                              | 1651 circa                   | Olio su tela   | 258 × 178 cm       | Museo del Prado                                                                                           | Madrid                     | |
|          | San Girolamo                                                                       | 1651 circa                   | Olio su tela   | 78 × 64 cm         | Collezione privata                                                                                        | Roma                       | |
|          | Comunione degli apostoli                                                           | 1651                         | Olio su tela   | 400 × 400 cm       | Certosa di San Martino                                                                                    | Napoli                     | |
|          | San Girolamo                                                                       | 1651                         | Olio su tela   | 125 × 100 cm       | Museo nazionale di San Martino                                                                            | Napoli                     | |
|          | San Sebastiano                                                                     | 1651                         | Olio su tela   | 121 × 100 cm       | Museo nazionale di San Martino                                                                            | Napoli                     | |
|          | Santa Maria Egiziaca                                                               | 1651                         | Olio su tela   | 88 × 71 cm         | Museo Filangieri di palazzo Cuomo                                                                         | Napoli                     | |
|          | San Girolamo                                                                       | 1652                         | Olio su tela   | ?                  | Collezione privata                                                                                        | Bologna                    | |
|          | San Girolamo penitente                                                             | 1652                         | Olio su tela   | 77 × 71 cm         | Museo del Prado                                                                                           | Madrid                     | |
|          | Miracolo di san Donato di Arezzo                                                   | 1652?                        | Olio su tela   | 190 × 153 cm       | Museo de Picardie                                                                                         | Amiens                     | |

## La serie deiFilosofi, i ritratti e altri temi generici
| Immagine | Titolo                                         | Anno                  | Tecnica      | Dimensioni       | Collocazione                     | Città e nazione      | |
| -------- | ---------------------------------------------- | --------------------- | ------------ | ---------------- | -------------------------------- | -------------------- | --------------------------------------------------------------------------------------------------- |
|          | Mendicante                                     | tra il 1612 e il 1616 | Olio su tela | 110 × 78 cm      | Galleria Borghese                | Roma                 | |
|          | Ritratto d'uomo (Sigmund Laire?)               | 1611-1616             | Olio su tela | 76 × 63,5 cm     | Gemäldegalerie                   | Berlino              | |
|          | Filosofo                                       | 1611-1616             | Olio su tela | 93 × 74 cm       | Coll & Cortes Fine Arts Dealers  | Madrid               | |
|          | Profeta                                        | 1611-1616             | Olio su tela | 95 × 74 cm       | Museo Civico di Castello Ursino  | Catania              | |
|          | Origene                                        | 1615 circa            | Olio su tela | 123,5 × 95,5 cm  | Galleria Nazionale delle Marche  | Urbino               | |
|          | Geografo sorridente (Democrito?)               | 1615-1616             | Olio su tela | 120 × 90 cm      | Collezione privata               | Lugano               | |
|          | Filosofo con libro                             | 1615-1616             | Olio su tela | 118 × 90 cm      | Collezione privata               | Torella dei Lombardi | |
|          | Esopo                                          | 1629-1631             | Olio su tela | 125 × 92 cm      | Collezione privata               | New York             | |
|          | Euclide                                        | 1629-1631             | Olio su tela | 116,5 × 92 cm    | Collezione privata               | Santiago del Cile    | |
|          | Filosofo                                       | 1630 circa            | Olio su tela | 140 × 131 cm     | Coll & Cortes Fine Arts Dealers  | Madrid               | |
|          | Platone                                        | 1630                  | Olio su tela | 120 × 93 cm      | Museo de Picardie                | Amiens               | |
|          | Filosofo                                       | 1631                  | Olio su tela | 129 × 91 cm      | University of Arizona Art Museum | Tucson               | |
|          | Filosofo (Euclide?)                            | 1629-1631             | Olio su tela | 124,9 × 92,1 cm  | J. Paul Getty Museum             | Santa Monica         | |
|          | Talete                                         | 1629-1631             | Olio su tela | 117,5 × 95,5 cm  | Collezione privata               | Parigi               | |
|          | Filosofo (Archimede?)                          | 1629-1631             | Olio su tela | 126 × 92 cm      | Eufemio Diaz Monsalve            | Madrid               | |
|          | Filosofo                                       | 1629-1631             | Olio su tela | 129,5 × 100,5 cm | Collezione privata               | Parigi               | |
|          | Eraclito                                       | 1629-1631             | Olio su tela | 125 × 95 cm      | Collezione privata               | New York             | |
|          | Filosofo allo specchio (Archimede?)            | 1629-1632             | Olio su tela | 102,3 × 78,1 cm  | Algur H. Meadows Museum          | Dallas               | |
|          | Pitagora                                       | 1630-1632             | Olio su tela | 118 × 93 cm      | Museo de Bellas Artes San Pio V  | Valencia             | |
|          | Eraclito                                       | 1630-1632             | Olio su tela | 118 × 93 cm      | Museo de Bellas Artes San Pio V  | Valencia             | |
|          | Maddalena Ventura con il marito e il figlio    | 1631                  | Olio su tela | 196 × 127 cm     | Museo del Prado                  | Madrid               | |
|          | Filosofo                                       | 1631-1632             | Olio su tela | 125 × 88 cm      | Palazzo Durazzo Pallavicini      | Genova               | |
|          | Un mendicante cieco con giovane accompagnatore | 1632                  | Olio su tela | 125 × 98 cm      | Allen Memorial Art Museum        | Oberlin              | |
|          | Eraclito                                       | 1635                  | Olio su tela | 121 × 95 cm      | Palazzo Durazzo Pallavicini      | Genova               | |
|          | Testa di giovane con corona di edera           | 1635 circa            | Olio su tela | ?                | Collezione privata               | Madrid               | |
|          | Duello tra donne                               | 1636                  | Olio su tela | 235 × 212 cm     | Museo del Prado                  | Madrid               | |
|          | Cleopatra                                      | 1637                  | Olio su tela | 60 × 49 cm       | Collezione privata               | Madrid               | |
|          | Diogene                                        | 1636                  | Olio su tela | 120 × 95 cm      | Collezione privata               | ?                    | |
|          | Anassagora                                     | 1636                  | Olio su tela | 120 × 95 cm      | Collezione privata               | ?                    | |
|          | Platone (?)                                    | 1637                  | Olio su tela | 124 × 99 cm      | County Museum of Art             | Los Angeles          | |
|          | Cratete                                        | 1636                  | Olio su tela | 124 × 98,5 cm    | National Museum of Western Art   | Tokyo                | |
|          | Protagora                                      | 1637                  | Olio su tela | 124,1 × 98,3 cm  | Wadsworth Atheneum               | Hartford             | |
|          | Aristotele                                     | 1637                  | Olio su tela | 124 × 95 cm      | Museum of Art                    | Indianapolis         | |
|          | Diogene                                        | 1637                  | Olio su tela | 76 × 61 cm       | Gemäldegalerie Alte Meister      | Dresda               | |
|          | Un maestro di musica                           | 1638                  | Olio su tela | 72,2 × 62,5 cm   | Museum of Art                    | Toledo               | |
|          | Un missionario gesuita                         | 1638                  | Olio su tela | 195 × 110 cm     | Museo Poldi Pezzoli              | Milano               | |
|          | Un cavaliere dell'Ordine di Santiago           | 1638 circa            | Olio su tela | 146 × 107 cm     | Algur H. Meadows Museum          | Dallas               | |
|          | Una vecchia usuraia                            | 1638                  | Olio su tela | 76 × 62 cm       | Museo del Prado                  | Madrid               | |
|          | Un astronomo (Tolomeo o Anassagora)            | 1638                  | Olio su tela | 78,5 × 98 cm     | Art Museum                       | Worcester            | |
|          | Donna che si strappa i capelli                 | 1638                  | Olio su tela | 103 × 84 cm      | Musée Bonnat                     | Bayonne              | |
|          | Paesaggio con un fortino                       | 1639                  | Olio su tela | 127 × 269 cm     | Palazzo Monterrey                | Salamanca            | |
|          | Paesaggio con pastori                          | 1639                  | Olio su tela | 128 × 269 cm     | Palazzo Monterrey                | Salamanca            | |
|          | Vecchio eremita (Autoritratto?)                | 1640                  | Olio su tela | 74 × 64 cm       | Earl of Derby                    | Knowley Hall         | |
|          | Lo storpio                                     | 1642                  | Olio su tela | 164 × 93 cm      | Museo del Louvre                 | Parigi               | |
|          | Geografo                                       | 1642 circa            | Olio su tela | 128 × 95,5 cm    | Museum of Fine Arts              | Boston               | Rimane aperto il dibattito circa l'attribuzione del dipinto, se al Ribera o a Francesco Fracanzano. |
|          | Nano con cane                                  | 1643                  | Olio su tela | 150 × 80 cm      | Ubicazione ignota                | ?                    | |
|          | Ritratto equestre di don Giovanni d'Austria    | 1648                  | Olio su tela | 319 × 251 cm     | Palacio Real                     | Madrid               | |
|          | Interno di cucina con testa di caprone         | 1650                  | Olio su tela | 69 x 100 cm      | Museo di Capodimonte             | Napoli               | |